# Уйо-Уйо
Уйо-Уйо (исп. Uyo Uyo) — руины города, возведенного в период до завоеваний Империи инков.

## Географическое положение
Находится в Перу, в двух километрах от небольшого городка Янке (исп. Yanque), регион Арекипа, провинция Кайльома.

## Исторические сведения
Уйо-Уйо — поселение доинкского периода с улицами, площадями, каменными храмами и домами. Основано во времена расцвета культуры вари (уари), существовавшей в Перу за тысячу лет до нашей эры, — задолго до расцвета цивилизации инков. Вари (уари) отличало высокий уровень развития террасного земледелия, гончарное искусство и ткачество, технологии строительства дорог и храмовых сооружений, а также четкая иерархическая структура власти.
- Уйо-Уйо (фрагмент 1)
- Уйо-Уйо (фрагмент 2)
- Уйо-Уйо (фрагмент 3)
- Уйо-Уйо (фрагмент 4)
- Уйо-Уйо (фрагмент 5)